# Magyarország az 1998-as atlétikai Európa-bajnokságon
Magyarország a Budapesten megrendezett 1998-as atlétikai Európa-bajnokság egyik részt vevő nemzete volt. Az ország a versenyen 68 sportolóval képviseltette magát.

## Érmesek
| Érem  | Versenyző    | Versenyszám         | Dátum         |
| ----- | ------------ | ------------------- | ------------- |
| Arany | Gécsek Tibor | Férfi kalapácsvetés | augusztus 19. |
| Ezüst | Kiss Balázs  | Férfi kalapácsvetés | augusztus 19. |

## Eredmények

### Férfi
| Versenyző                                            | Versenyszám     | Selejtező | Selejtező | Selejtező | Előfutam      | Előfutam      | Előfutam      | Elődöntő | Elődöntő | Elődöntő | Döntő    | Döntő    |
| Versenyző                                            | Versenyszám     | Idő       | Hely.     | Össz.     | Idő           | Hely.         | Össz.         | Idő      | Hely.    | Össz.    | Idő      | Helyezés |
| ---------------------------------------------------- | --------------- | --------- | --------- | --------- | ------------- | ------------- | ------------- | -------- | -------- | -------- | -------- | -------- |
| Dobos Gábor                                          | 100 m           | 10,45     | 2.        | 13.       | 10,39         | 4.            | 9.            | 29,10    | 8.       | 16.      | kiesett  | kiesett  |
| Gyulai Miklós                                        | 100 m           | 10,37     | 4.        | 6.        | 10,39         | 3.            | 9.            | 10,39    | 7.       | 12.      | kiesett  | kiesett  |
| Németh Roland                                        | 100 m           | 10,61     | 4.        | 33.       | 10,56         | 5.            | 22.           | kiesett  | kiesett  | kiesett  | kiesett  | kiesett  |
| Nyilasi Péter                                        | 400 m           |           |           |           | 47,16         | 7.            | 25.           | kiesett  | kiesett  | kiesett  | kiesett  | kiesett  |
| Korányi Balázs                                       | 800 m           |           |           |           | 1:47,32       | 1.            | 11.           | 1:47,70  | 2.       | 6.       | 1:45,78  | 5.       |
| Árpási Miklós                                        | 800 m           |           |           |           | 1:49,41       | 4.            | 28.           | kiesett  | kiesett  | kiesett  | kiesett  | kiesett  |
| Tölgyesi Balázs                                      | 800 m           |           |           |           | 1:48,29       | 6.            | 22.           | kiesett  | kiesett  | kiesett  | kiesett  | kiesett  |
| Tölgyesi Balázs                                      | 1500 m          |           |           |           | 3:47,01       | 11.           | 22.           |          |          |          | kiesett  | kiesett  |
| Káldy Zoltán                                         | 10 000 m        |           |           |           |               |               |               |          |          |          | 29:09,63 | 16.      |
| Rezessy Gergely                                      | Maraton         |           |           |           |               |               |               |          |          |          | 2:17:58  | 27.      |
| Lajtos Márton                                        | Maraton         |           |           |           |               |               |               |          |          |          | 2:21:22  | 31.      |
| Holba Zoltán                                         | Maraton         |           |           |           |               |               |               |          |          |          | 2:22:01  | 33.      |
| Sági Ferenc                                          | Maraton         |           |           |           |               |               |               |          |          |          | 2:26:53  | 37.      |
| Jáger Péter                                          | Maraton         |           |           |           |               |               |               |          |          |          | 2:24:49  | 39.      |
| Szemán János                                         | Maraton         |           |           |           |               |               |               |          |          |          | 2:33:51  | 40.      |
| Kovács Balázs                                        | 110 m gát       |           |           |           | 14,22         | 6.            | 24.           | kiesett  | kiesett  | kiesett  | kiesett  | kiesett  |
| Bédi Tibor                                           | 400 m gát       |           |           |           | 50,57         | 2.            | 19.           | 57,77    | 7.       | 14.      | kiesett  | kiesett  |
| Németh Roland Dobos Gábor Dobos György Gyulai Miklós | 4 × 100 m       |           |           |           | nem ért célba | nem ért célba | nem ért célba |          |          |          | kiesett  | kiesett  |
| Szeglet Zsolt Nyilasi Péter Dombi Zétény Bédi Tibor  | 4 × 400 m       |           |           |           | nem ért célba | nem ért célba | nem ért célba |          |          |          | kiesett  | kiesett  |
| Urbanik Sándor                                       | 20 km gyaloglás |           |           |           |               |               |               |          |          |          | 1:22:12  | 5.       |
| Dudás Gyula                                          | 20 km gyaloglás |           |           |           |               |               |               |          |          |          | 1:27:51  | 18.      |
| Czukor Zoltán                                        | 50 km gyaloglás |           |           |           |               |               |               |          |          |          | 4:09:02  | 24.      |
| Lengyel Gábor                                        | 50 km gyaloglás |           |           |           |               |               |               |          |          |          | kizárva  | kizárva  |
| Leczky Ervin                                         | 50 km gyaloglás |           |           |           |               |               |               |          |          |          | 4:04:54  | 22.      |

| Versenyző           | Versenyszám   | Selejtező | Selejtező | Döntő    | Döntő    |
| Versenyző           | Versenyszám   | Eredmény  | Helyezés  | Eredmény | Helyezés |
| ------------------- | ------------- | --------- | --------- | -------- | -------- |
| Czingler Zsolt      | Hármasugrás   | 16,69 m   | 9.        | 17,03 m  | 7.       |
| Horváth Gergely     | Gerelyhajítás | 75,66 m   | 19.       | kiesett  | kiesett  |
| Gécsek Tibor        | Kalapácsvetés | 79,44 m   | 2.        | 82,87 m  |          |
| Kiss Balázs         | Kalapácsvetés | 78,06 m   | 4.        | 81,26 m  |          |
| Annus Adrián        | Kalapácsvetés | 79,52 m   | 1.        | 77,29 m  | 8.       |
| Fazekas Róbert      | Diszkoszvetés | 64,07 m   | 1.        | 65,13 m  | 4.       |
| Benczenleitner Ottó | Diszkoszvetés | 56,54 m   | 24.       | kiesett  | kiesett  |
| Kővágó Zoltán       | Diszkoszvetés | 56,89 m   | 22.       | kiesett  | kiesett  |
| Pintér Attila       | Súlylökés     | 18,94 m   | 16.       | kiesett  | kiesett  |

| Versenyző        | Versenyszám | 100 m | 100 m | Távolugrás | Távolugrás | Súlylökés | Súlylökés | Magasugrás | Magasugrás | 400 m | 400 m | 110 m gát | 110 m gát | Diszkoszvetés | Diszkoszvetés | Rúdugrás | Rúdugrás | Gerelyhajítás | Gerelyhajítás | 1500 m  | 1500 m | Végeredmény | Végeredmény |
| Versenyző        | Versenyszám | Idő   | Pont  | Eredmény   | Pont       | Eredmény  | Pont      | Eredmény   | Pont       | Idő   | Pont  | Idő       | Pont      | Eredmény      | Pont          | Eredmény | Pont     | Eredmény      | Pont          | Idő     | Pont   | Pont        | Helyezés    |
| ---------------- | ----------- | ----- | ----- | ---------- | ---------- | --------- | --------- | ---------- | ---------- | ----- | ----- | --------- | --------- | ------------- | ------------- | -------- | -------- | ------------- | ------------- | ------- | ------ | ----------- | ----------- |
| Szabó Dezső      | Tízpróba    | 10,85 | 894   | 758 cm     | 955        | 13,72 m   | 711       | 203 cm     | 831        | 48,13 | 903   | 14,39     | 925       | 42,80 m       | 722           | 500 cm   | 910      | 59,62         | 732           | 4:20,42 | 809    | 8392        | 7.          |
| Zsivoczky Attila | Tízpróba    | 11,27 | 801   | 656 cm     | 711        | 14,17 m   | 739       | 218 cm     | 973        | 49,62 | 832   | 15,59     | 780       | 42,22 m       | 710           | 470 cm   | 760      | 62,90 m       | 782           | 4:23,54 | 788    | 7876        | 16.         |
| Kürtösi Zsolt    | Tízpróba    | 11,19 | 819   | 726 cm     | 876        | 14,90 m   | 784       | 203 cm     | 831        | 49,07 | 858   | 14,39     | 925       | 46,38 m       | 795           | 470 cm   | 819      | 58,05 m       | 709           | 4:44,98 | 719    | 8135        | 10.         |

### Női
| Versenyző                                                   | Versenyszám     | Előfutam | Előfutam | Előfutam | Elődöntő | Elődöntő | Elődöntő | Döntő         | Döntő         |
| Versenyző                                                   | Versenyszám     | Idő      | Hely.    | Össz.    | Idő      | Hely.    | Össz.    | Idő           | Helyezés      |
| ----------------------------------------------------------- | --------------- | -------- | -------- | -------- | -------- | -------- | -------- | ------------- | ------------- |
| Barati Éva                                                  | 100 m           | 11,92    | 7.       | 27.      | kiesett  | kiesett  | kiesett  | kiesett       | kiesett       |
| Szabó Enikő                                                 | 200 m           | 24,39    | 8.       | 30.      | kiesett  | kiesett  | kiesett  | kiesett       | kiesett       |
| Petráhn Barbara                                             | 400 m           | 53,43    | 6.       | 23.      | kiesett  | kiesett  | kiesett  | kiesett       | kiesett       |
| Bori Annamária                                              | 400 m           | 52,69    | 3.       | 12.      | 53,11    | 6.       | 13.      | kiesett       | kiesett       |
| Varga Judit                                                 | 800 m           | 2:03,05  | 7.       | 25.      | kiesett  | kiesett  | kiesett  | kiesett       | kiesett       |
| Varga Judit                                                 | 1500 m          | 4:08,83  | 5.       | 6.       |          |          |          | 4:18,25       | 12.           |
| Tusai Brigitta                                              | 1500 m          | 4:12,11  | 8.       | 16.      |          |          |          | kiesett       | kiesett       |
| Javos Anikó                                                 | 5000 m          |          |          |          |          |          |          | 15:54,18      | 10.           |
| Dóczi Éva                                                   | 5000 m          |          |          |          |          |          |          | nem ért célba | nem ért célba |
| Kálovics Anikó                                              | 10 000 m        |          |          |          |          |          |          | 33:09,87      | 12.           |
| Földingné Nagy Judit                                        | maraton         |          |          |          |          |          |          | 2:34:00       | 14.           |
| Csomor Erika                                                | maraton         |          |          |          |          |          |          | 2:48:37       | 36.           |
| Kiss Ágnes                                                  | maraton         |          |          |          |          |          |          | 2:49:23       | 37.           |
| Kovács Ida                                                  | maraton         |          |          |          |          |          |          | 2:49:23       | 38.           |
| Fehér Enikő                                                 | maraton         |          |          |          |          |          |          | 2:59:50       | 40.           |
| Jakab Ágnes                                                 | maraton         |          |          |          |          |          |          | nem ért célba | nem ért célba |
| Szekeres Judit                                              | 400 m gát       | 55,86    | 3.       | 10.      |          |          |          | kiesett       | kiesett       |
| Dóczi Orsolya                                               | 400 m gát       | 58,76    | 8.       | 23.      |          |          |          | kiesett       | kiesett       |
| Árva Petronella Szabó Enikő Barati Éva Vaszi Tünde          | 4 × 100 m       | 44,76    | 5.       | 10.      |          |          |          | kiesett       | kiesett       |
| Bori Annamária Petráhn Barbara Dóczi Orsolya Szekeres Judit | 4 × 400 m       | 3:30,24  | 4.       | 8.       |          |          |          | 3:31,83       | 8.            |
| Rosza Mária                                                 | 10 km gyaloglás |          |          |          |          |          |          | 42:59         | 4.            |
| Szebenszky Anikó                                            | 10 km gyaloglás |          |          |          |          |          |          | kizárva       | kizárva       |
| Ilyés Ildikó                                                | 10 km gyaloglás |          |          |          |          |          |          | 44:52         | 14.           |

| Versenyző        | Versenyszám   | Selejtező | Selejtező | Döntő    | Döntő    |
| Versenyző        | Versenyszám   | Eredmény  | Helyezés  | Eredmény | Helyezés |
| ---------------- | ------------- | --------- | --------- | -------- | -------- |
| Győrffy Dóra     | Magasugrás    | 187 cm    | 16.       | kiesett  | kiesett  |
| Vaszi Tünde      | Távolugrás    | 670 cm    | 6.        | 657 cm   | 4.       |
| Ajkler Zita      | Távolugrás    | 657 cm    | 11.       | 664 cm   | 6.       |
| Szemerédi Eszter | Rúdugrás      | 400 cm    |           | 395 cm   | 12.      |
| Szabó Zsuzsa     | Rúdugrás      | 415 cm    |           | 415 cm   | 8.       |
| Szabó Nikolett   | Gerelyhajítás | 60,64 m   | 8.        | 60,56 m  | 8.       |
| Preisinger Ágnes | Gerelyhajítás | 55,92 m   | 17.       | kiesett  | kiesett  |
| Divós Katalin    | Kalapácsvetés | 61,62 m   | 9.        | 63,74 m  | 5.       |
| Tudja Julianna   | Kalapácsvetés | 55,90 m   | 21.       | kiesett  | kiesett  |
| Sugár Barbara    | Kalapácsvetés | 54,29 m   | 25.       | kiesett  | kiesett  |

| Versenyző    | Versenyszám | 100 m gát     | 100 m gát     | Magasugrás    | Magasugrás    | Súlylökés     | Súlylökés     | 200 m         | 200 m         | Távolugrás    | Távolugrás    | Gerelyhajítás | Gerelyhajítás | 800 m         | 800 m         | Végeredmény   | Végeredmény   |
| Versenyző    | Versenyszám | Idő           | Pont          | Eredmény      | Pont          | Eredmény      | Pont          | Idő           | Pont          | Eredmény      | Pont          | Eredmény      | Pont          | Idő           | Pont          | Pont          | Helyezés      |
| ------------ | ----------- | ------------- | ------------- | ------------- | ------------- | ------------- | ------------- | ------------- | ------------- | ------------- | ------------- | ------------- | ------------- | ------------- | ------------- | ------------- | ------------- |
| Kiss Enikő   | Hétpróba    | 14,16         | 956           | 183 cm        | 1016          | 14,39 m       | 621           | 25,17         | 871           | 605 cm        | 685           | 38,34 m       | 635           | 2:21,86       | 799           | 5762          | 13.           |
| Ináncsi Rita | Hétpróba    | Nem indult el | Nem indult el | Nem indult el | Nem indult el | Nem indult el | Nem indult el | Nem indult el | Nem indult el | Nem indult el | Nem indult el | Nem indult el | Nem indult el | Nem indult el | Nem indult el | Nem indult el | Nem indult el |